# Clemens Riedel (Fußballspieler)
Clemens Riedel (* 19. Juli 2003 in Wölfersheim) ist ein deutscher Fußballspieler. Er steht beim SV Darmstadt 98 unter Vertrag und ist ehemaliger Junioren-Nationalspieler.

## Karriere

### Vereine
Bereits im Alter von vier Jahren spielte Riedel für den SKV Obbornhofen aus Hungen; er lebte zu diesem Zeitpunkt in Wohnbach. Im Alter von neun Jahren brachte ihn sein ehemaliger Trainer Torsten Fiala zusammen mit Mitspieler Jan Schröder zu einem Probetraining bei Eintracht Frankfurt. Die Eintracht bot ihm an, Spieler in der Jugend zu werden, was Riedel aber ablehnte, da er sich noch nicht bereit dafür fühlte. Im Alter von zehn Jahren erhielt er erneut ein Angebot der Eintracht und nahm dieses an. 
Bis 2017 spielte Riedel in der Jugend für die Adler und wechselte danach zu seinem Bruder Moritz in die Jugend der TSG Wieseck. Im Jahre 2019 wechselte er in die U19-Mannschaft des SV Darmstadt 98. In der Saison 2019/20 debütierte er in der B-Junioren-Bundesliga. Die Saison wurde wegen der COVID-19-Pandemie vorzeitig abgebrochen. Darmstadt stand zu diesem Zeitpunkt auf einem Abstiegsplatz, jedoch wurde die Saison nicht gewertet. Riedel stand in 20 Spielen als Kapitän auf dem Platz und verpasste nur eine Partie aufgrund einer Gelbsperre.
In der nächsten Saison wurde er in der A-Junioren-Bundesliga eingesetzt. Auch hier wurde der Spielbetrieb nach vier Spielen abgebrochen; Riedel hatte dreimal auf dem Platz gestanden. Seit der Saison 2021/22 trainiert er als Spieler des Nachwuchsleistungszentrums auch bei der ersten Mannschaft und nahm am Trainingslager vor der Saison teil. Vor dem 1. Spieltag der Saison 2021/22 infizierten sich drei Spieler der Darmstädter mit dem Corona-Virus und weitere Spieler mussten in Quarantäne, weshalb der Kader am ersten Spieltag mit mehreren U-19-Spielern besetzt wurde. Deshalb gab er am 24. Juli 2021 sein Profidebüt, als er von Trainer Torsten Lieberknecht im Heimspiel gegen den SSV Jahn Regensburg (0:2) nach 83 Minuten für Emir Karic eingewechselt wurde. Am 30. August 2021 unterschrieb er nach fünf Profieinsätzen seinen ersten Profivertrag mit einer Laufzeit bis Juni 2024 bei den Lilien. Insgesamt kam er auf neun Ligaeinsätze für die erste Mannschaft in seiner ersten Saison, die sich zum Ende der Spielzeit auf dem vierten Platz befanden. Für die U19-Mannschaft kam er in die Saison zudem ebenfalls auf sieben Einsätze (zwei Tore) und beendete mit diesen die Spielzeit auf dem elften Platz. Im April 2023 verlängerte er seinen Vertrag mit dem SV Darmstadt 98 vorzeitig bis Juni 2026.

### Nationalmannschaft
Im August 2021 wurde Riedel erstmals für die deutsche U19-Nationalmannschaft berufen. Am 3. September 2021 debütierte er für diese unter Hannes Wolf beim 1:0-Sieg gegen die U19-Auswahl der Schweiz, als er nach der Halbzeit für Max Rosenfelder eingewechselt wurde. Beim Vier-Nationen-Turnier gegen die Slowakei, Niederlande, Portugal im Oktober 2021 gewann die deutsche U19-Nationalmannschaft das Turnier im slowakischen Banska Bystrica ungeschlagen. Dabei kam Riedel beim 2:1-Sieg gegen Portugal über die gesamte Spielzeit zum Einsatz. Im März 2022 verpasste er mit der U19-Nationalmannschaft die Qualifikation für die Europameisterschaft. Im September 2023 kam er zu seinem ersten Einsatz in der U21-Nationalmannschaft.

## Sonstiges
Clemens Eltern sind Alexandra und Mario Riedel. Sein Bruder Moritz spielt in einer Amateur-Liga ebenfalls Fußball.